# Hachijō
Hachijō (八丈町, Hachijō-machi) est un bourg de la sous-préfecture de Hachijō, dans la préfecture de Tokyo au Japon.

## Histoire
Le bourg actuel de Hachijō a été créé le 1er avril 1955 de la fusion des anciens villages de Toruchi et Utsuki avec le village de Hachijō.

## Géographie
Le bourg de Hachijō est situé sur Hachijō-jima, une île de l'archipel d'Izu dans l'océan Pacifique. Hachijō-kojima dépend également de Hachijō, mais l'île est inhabitée depuis 1969.

## Démographie
Au 1er février 2016, sa population s'élevait à 7 689 habitants répartis sur une superficie de 72,23 km2.

## Transports
Hachijō est accessible par avion ou par ferry.

## Jumelage
- Maui (États-Unis)